# ميشال مالي
ميشال مالي (بالتشيكية: Michal Malý)‏ هو لاعب كرة قدم تشيكي في مركز الدفاع، ولد في 29 مايو 1987 في تشيكوسلوفاكيا. لعب مع FC Zlín ‏.

## وصلات خارجية
- ميشال مالي على موقع قاعدة بيانات كرة القدم.إي يو (الإنجليزية)
- ميشال مالي على موقع Soccerway.com (الإنجليزية)
- ميشال مالي على موقع عالم كرة القدم.نت (الإنجليزية)